# Роберт Ціметта
Роберт Ціметта (англ. Robert Cimetta; нар. 15 лютого 1970, Торонто, Онтаріо, Канада) — канадський хокеїст, нападник.

## Ігрова кар'єра
Як більшість канадських хокеїстів, Роберт перші кроки у великому хокеї робив у ОХЛ граючи за клуб цієї ліги «Торонто Мальборос». У драфті НХЛ 1988 року був обраний у першому раунді під 18-им номером клубом «Бостон Брюїнс».
У сезоні 1988/89 Ціметта дебютує в складі «Брюїнс» у матчах НХЛ, також він грав за фарм-клуби в АХЛ. У листопаді 1990 року Роберт переходить до клубу свого рідного міста Торонто «Торонто Мейпл-Ліфс», де за два сезони відіграв 49 матчів. Більшість часу він провів у фарм-клубі «Сент-Джонс Мейпл-Ліфс» та «Індіанаполіс Айс».
У сезоні 1994/95, Роб переїхав до новоствореної Німецької хокейної ліги, де приєднався до клубу «Адлер Мангейм», за два сезони провів 89 матчів, набрав 123 очка. Сезон 1996/97 нападник розпочав у складі «Берлін Кепіталс», а продовжив у складі «орлів», у складі яких двічі став чемпіоном Німеччини 1997 та 1998. Кар'єру гравця закінчив у складі «Берлін Кепіталс» у сезоні 1999/2000.
У складі молодіжної збірної Канади виступав на чемпіонаті світу серед молодіжних команд 1989 року.

## Досягнення
- Чемпіон Німеччини у складі «Адлер Мангейм» — 1997, 1998.

## Інше
Після закінчення спортивної кар'єри Ціметта працював у американській фінансовій фірми Morgan Stanley. Під час атаки 11 вересня 2001 на Всесвітній торговий центр, він перебував на роботі, а це 61-й поверх Південної Вежі, яку протаранив один із двох захоплених літаків. Тим не менш, він не постраждав та евакуювався.

## Статистика
| Сезон     | Клуб                    | Ліга      | Регулярна першість | Регулярна першість | Регулярна першість | Регулярна першість | Регулярна першість | Плей-оф | Плей-оф | Плей-оф | Плей-оф | Плей-оф |
| Сезон     | Клуб                    | Ліга      | І                  | Г                  | П                  | О                  | ШХ                 | І       | Г       | П       | О       | ШХ      |
| --------- | ----------------------- | --------- | ------------------ | ------------------ | ------------------ | ------------------ | ------------------ | ------- | ------- | ------- | ------- | ------- |
| 1986/87   | «Торонто Мальборос»     | ОХЛ       | 66                 | 21                 | 35                 | 56                 | 65                 | –       | –       | –       | –       | –       |
| 1987/88   | «Торонто Мальборос»     | ОХЛ       | 64                 | 34                 | 42                 | 76                 | 90                 | 4       | 2       | 2       | 4       | 7       |
| 1988/89   | «Торонто Мальборос»     | ОХЛ       | 50                 | 55                 | 47                 | 102                | 89                 | 6       | 3       | 3       | 6       | 0       |
| 1988/89   | «Бостон Брюїнс»         | НХЛ       | 7                  | 2                  | 0                  | 2                  | 0                  | 1       | 0       | 0       | 0       | 15      |
| 1989/90   | Мен Марінерс            | АХЛ       | 9                  | 3                  | 2                  | 5                  | 13                 | –       | –       | –       | –       | –       |
| 1989/90   | «Бостон Брюїнс»         | НХЛ       | 47                 | 8                  | 9                  | 17                 | 33                 | –       | –       | –       | –       | –       |
| 1990/91   | Ньюмаркет Сейнтс        | АХЛ       | 29                 | 16                 | 18                 | 34                 | 24                 | –       | –       | –       | –       | –       |
| 1990/91   | «Торонто Мейпл-Ліфс»    | НХЛ       | 25                 | 2                  | 4                  | 6                  | 21                 | –       | –       | –       | –       | –       |
| 1991/92   | «Сент-Джонс Мейпл-Ліфс» | АХЛ       | 19                 | 4                  | 13                 | 17                 | 23                 | 10      | 3       | 7       | 10      | 24      |
| 1991/92   | «Торонто Мейпл-Ліфс»    | НХЛ       | 24                 | 4                  | 3                  | 7                  | 12                 | –       | –       | –       | –       | –       |
| 1992/93   | «Сент-Джонс Мейпл-Ліфс» | АХЛ       | 76                 | 28                 | 57                 | 85                 | 125                | 9       | 2       | 10      | 12      | 32      |
| 1993/94   | «Індіанаполіс Айс»      | ІХЛ       | 79                 | 26                 | 54                 | 80                 | 178                | –       | –       | –       | –       | –       |
| 1994/95   | «Адлер Мангейм»         | DEL       | 39                 | 29                 | 31                 | 60                 | 126                | 9       | 6       | 6       | 12      | 32      |
| 1995/96   | «Адлер Мангейм»         | DEL       | 50                 | 21                 | 42                 | 63                 | 76                 | 1       | 0       | 1       | 1       | 25      |
| 1996/97   | «Берлін Кепіталс»       | DEL       | 8                  | 4                  | 5                  | 9                  | 16                 | –       | –       | –       | –       | –       |
| 1996/97   | «Адлер Мангейм»         | DEL       | 36                 | 18                 | 21                 | 39                 | 40                 | 9       | 13      | 2       | 15      | 14      |
| 1997/98   | «Адлер Мангейм»         | DEL       | 41                 | 12                 | 20                 | 32                 | 82                 | 7       | 3       | 3       | 6       | 18      |
| 1998/99   | «Берлін Кепіталс»       | DEL       | 34                 | 11                 | 13                 | 24                 | 94                 | –       | –       | –       | –       | –       |
| 1999/00   | «Берлін Кепіталс»       | DEL       | 49                 | 6                  | 16                 | 22                 | 123                | 3       | 0       | 0       | 0       | 10      |
| ОХЛ разом | ОХЛ разом               | ОХЛ разом | 180                | 110                | 124                | 234                | 244                | 10      | 5       | 5       | 10      | 7       |
| АХЛ разом | АХЛ разом               | АХЛ разом | 133                | 51                 | 90                 | 141                | 185                | 19      | 5       | 17      | 22      | 56      |
| ІХЛ разом | ІХЛ разом               | ІХЛ разом | 79                 | 26                 | 54                 | 80                 | 178                | 0       | 0       | 0       | 0       | 0       |
| DEL разом | DEL разом               | DEL разом | 257                | 101                | 148                | 249                | 557                | 29      | 22      | 12      | 34      | 99      |
| НХЛ разом | НХЛ разом               | НХЛ разом | 103                | 16                 | 16                 | 32                 | 66                 | 1       | 0       | 0       | 0       | 15      |